# William d’Aubigny, 2. Earl of Arundel
William d’Aubigny, 2. Earl of Arundel (* vor 1150; † 24. Dezember 1193) war ein englischer Adliger.

## Leben
Er war der Sohn und Erbe von William d’Aubigny, 1. Earl of Arundel, aus dessen Ehe mit Adelheid von Löwen, der Witwe des Königs Heinrich I. von England.
Nach dem Tod seines Vaters wurde er 1176/77 als Earl of Sussex bestätigt, während König Heinrich II. das Earldom Arundel erst einmal als erledigt einzog. Erst König Richard Löwenherz machte ihn am 27. Juni 1190 zum Earl of Arundel und belehnte ihn mit den dazugehörigen Ländereien (wobei er schon im September 1189 als Earl of Arundel bezeichnet wurde). 1191 wurde er zum Hüter (Custos) von Windsor Castle ernannt.
Er heiratete Matilda, Witwe von Roger de Clare, 2. Earl of Hertford († 1173), Erbtochter von James de Saint-Hilaire, Gutsherr von Le Harcouet in der Picardie und Field Dalling in Norfolk. Ihre Kinder waren:
- William d’Aubigny, 3. Earl of Arundel (um 1174–1221), einer der 25 Garanten der Magna Charta;
- Matilda d’Aubigny, ⚭ William de Warenne, 5. Earl of Surrey.

William d’Aubigny wurde in der Abtei Wymondham in Norfolk bestattet.